# Pao de Zárate (paroisse civile)
Pao de Zárate est l'une des cinq paroisses civiles de la municipalité de José Félix Ribas, dans l'État d'Aragua au Venezuela. Sa capitale est Pao de Zárate. Sa population s'élève à 3 833 habitants.

## Géographie

### Démographie
Hormis son chef-lieu Pao de Zárate, la paroisse civile possède plusieurs localités :
- El Paují
- El Toro
- Guaipó
- Guareima
- La Boca del Toro
- La Candelaria
- La Ceiba
- La Fundación
- Pao de Zárate
- San Francisco
- Santa Lucía
- Tasajera
- Valle de Zárate

## Sources
- (es) Cet article est partiellement ou en totalité issu de l’article de Wikipédia en espagnol intitulé « Municipio José Félix Ribas (Aragua) » (voir la liste des auteurs).